# پتار لسوف
پتار لسوف (بلغاری: Петър Лесов؛ زادهٔ ۱۲ دسامبر ۱۹۶۰) بوکسور اهل بلغارستان بود.